# Germersheim
Germersheim, ou Germersheim am Rhein, é uma cidade da Alemanha localizada no distrito de Germersheim, estado da Renânia-Palatinado.
A cidade de Germersheim está inserida em duas regiões metropolitanas e, consequentemente servida por 2 operadores de transportes públicos locais: a Karlsruher Verkehrsbund e a Rhein-Neckar-Verkehr.

## Acordos de geminação
- Tours, França (1963)
- Zalaszentgrót, Húngria (2005)

## Personalidades ilustres
- Otto von Bismarck[4]
- Siegfried Jantzer